# Limeuil
Limeuil is een gemeente in het Franse departement Dordogne (regio Nouvelle-Aquitaine) en telt 337 inwoners (2005). De plaats maakte deel uit van het arrondissement Bergerac. Na de aanpassing van de arrondissementsgrenzen vanaf 2017 door het arrest van 30 december 2016 behoort zij tot het arrondissement Sarlat-la-Canéda. Limeuil is lid van Les Plus Beaux Villages de France.

## Geografie
De oppervlakte van Limeuil bedraagt 10,5 km², de bevolkingsdichtheid is 32,1 inwoners per km².
De onderstaande kaart toont de ligging van Limeuil met de belangrijkste infrastructuur en aangrenzende gemeenten.

## Demografie
Onderstaande figuur toont het verloop van het inwonertal (bron: INSEE-tellingen).